# Giannis Kontoes
Giannis Kontoes (Atenas, 24 de mayo de 1986) es un exfutbolista y entrenador griego. Su posición era la de defensa central. 

## Trayectoria

### Como futbolista
Se formó en la cantera de Agios Dimitrios, Athinaikos y Fostiras, antes de firmar en 2007 por el Panionios de Atenas con el debutó en la Superliga de Grecia y donde jugó durante cuatro temporadas.
El 1 de agosto de 2011, Kontoes firmó un contrato de tres años con el AEK Atenas, pero jugaría hasta el mes diciembre de 2012, cuando Kontoes decidió "romper" su contrato con el AEK Atenas por motivos económicos.
El 30 de enero de 2013, Kontoes firmó un acuerdo con Asteras Tripolis Football Club. 
El 4 de septiembre de 2014, Kontoes firmó un contrato con Atromitos, en el que jugaría durante tres temporadas.
El 29 de junio de 2017, se compromete con el Apollon Smyrnis de la Superliga de Grecia, donde jugó durante dos temporadas.
En la temporada 2019-20, firma por el CFR Cluj de la Liga I.
El 31 de enero de 2020, firmó por el club rumano Academica Clinceni, en calidad de cedido por el CFR Cluj, hasta el final de la temporada 2019-20. 
Desde 2020 a 2022, jugaría en las filas del Panionios de Atenas, poniendo fin a su etapa como jugador al término de la temporada 2021-22.

### Como entrenador
Finalizada su carrera como futbolista, el 13 de junio de 2023, es presentado como segundo entrenador del FC Cartagena de la Segunda División de España, volviendo a trabajar con Víctor Sánchez del Amo.
El 23 de diciembre de 2023, tras la destitución de Víctor Sánchez del Amo, abandona el FC Cartagena.

## Clubes

### Como entrenador
| Club                          | País   | Año  |
| ----------------------------- | ------ | ---- |
| FC Cartagena (2.º entrenador) | España | 2023 |